# Francisco Medina (Schauspieler)

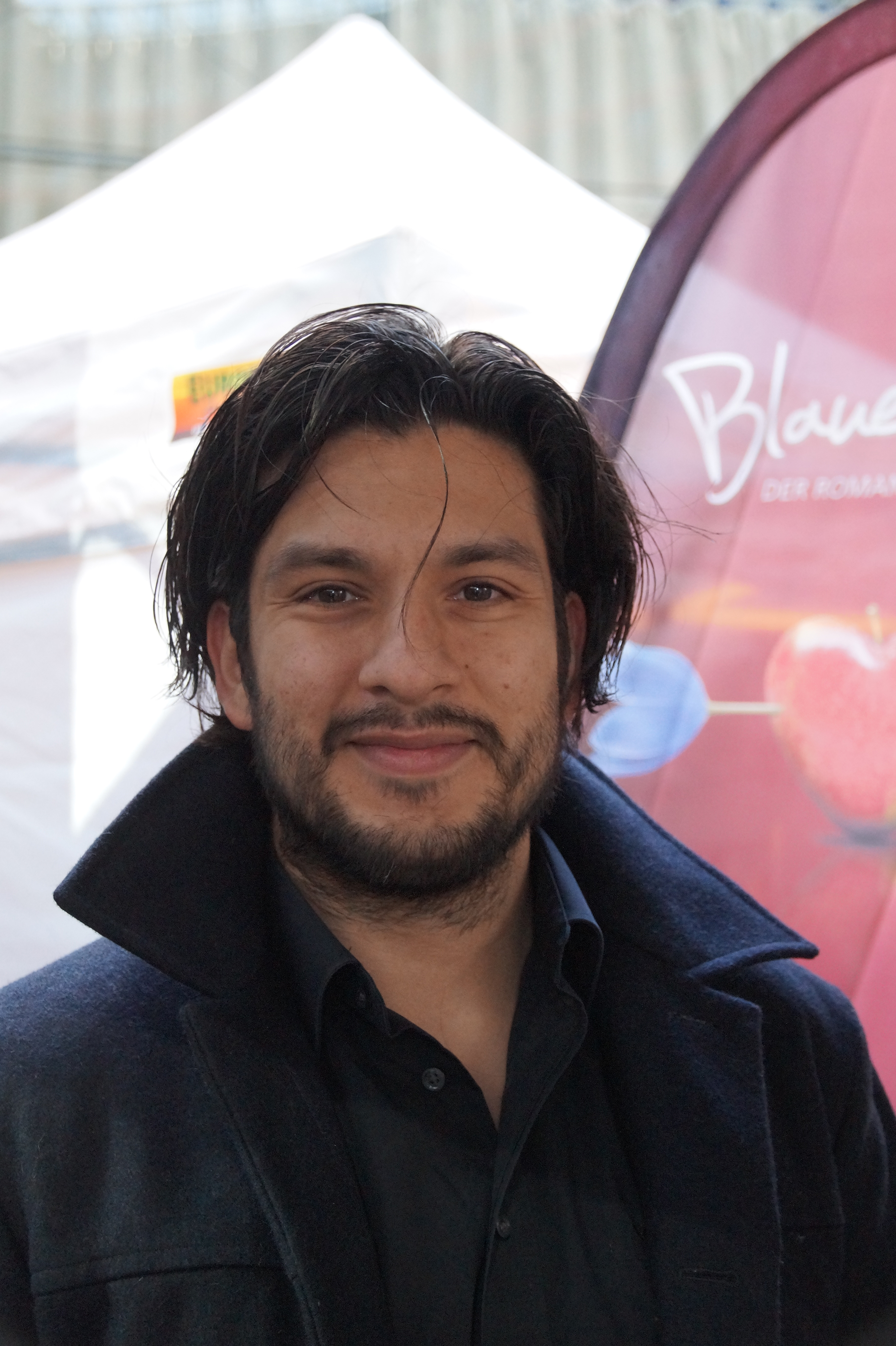
Francisco Medina (2016)

Francisco Javier Medina (* 30. Januar 1977 in Rostock) ist ein deutsch chilenischer Theater- und Fernsehschauspieler.

## Leben
Aufgewachsen in Ost-Berlin und Santiago de Chile entstammt Francisco Medina einer Theaterfamilie: Der Vater Carlos Medina war langjähriger Regisseur am Berliner Ensemble und Deutsches Theater Berlin und seine Mutter Teresa Polle ist Schauspielerin. Seine Eltern sind politische Emigranten der chilenischen Pinochet-Diktatur. Schon als Kind stand er auf der Bühne des Berliner Ensemble und war Protagonist verschiedener Filme des DDR-Fernsehens. Nach seinem Abitur im Jahre 1997 arbeitete er als Schauspieler in England, Italien, Polen und Chile und sammelte Erfahrungen im Tanz- und Straßentheater. 2000–2004 absolvierte er dann eine Schauspielausbildung an der staatlichen Hochschule für Musik und Theater Rostock. Woraufhin er viele Hauptrollen aus dem klassischen Sprechtheater von Schiller, Goethe und Shakespeare auf deutschen Bühnen spielte, wie zum Beispiel am Volkstheater Rostock, den Städtischen Bühnen Münster und zuletzt bei den Bad Hersfelder Festspielen. Seit 2005 führt Medina auch selber Regie, unter anderem an den Städtischen Bühnen Münster in den Inszenierungen Der kleine Prinz und Antigone.
Im Jahr 2003 erhielt er den Max-Reinhardt-Preis und den Publikumspreis auf dem deutschsprachigen Schauspielschultreffen in Graz und 2005 einen Preis auf dem 21. NRW Kinder- und Jugendtheatertreffen in Krefeld. 2006 war seine Inszenierung Der kleine Prinz in der Auswahl für das deutsche Jugendtheatertreffen in Berlin.
Francisco Medina stand bereits für einige deutsche Film- und Fernsehproduktionen vor der Kamera, wie zum Beispiel in: Wolffs Revier, Das Traumschiff, Berlin, Berlin und Die Rosenheim-Cops. Seit Oktober 2007 spielt Medina mit mehreren längeren Unterbrechungen in der RTL-Serie Alles was zählt die Rolle des Maximilian von Altenburg (vorher: Maximilian Santiago de Castillo).
Am 28. April 2016 veröffentlichte der Rapper und Banger Musik-Labelboss Farid Bang das Musikvideo zu seinem Song Das letzte Mal im Leben auf Youtube in dem Francisco Medina auch eine der Hauptrollen einnahm.
2025 wurde er Vater zweier Söhne (Zwillinge).

## Theater (Auswahl)
- Oedipus Rex und Oedipus auf Kolonnos von Sophokles
- Ferdinand von Walter aus Kabale und Liebe von Friedrich Schiller
- Orlando aus Viel Lärm um Nichts von William Shakespeare
- Parfjon Rogoschin aus Der Idiot von Dostojewski
- Camille Desmoulines aus Dantons Tod von Georg Büchner
- Claudio aus Maß für Maß von William Shakespeare
- Karl Moor aus Die Räuber von Friedrich Schiller
- Platonov aus Platonov von Anton Chechov
- Valentin aus Urfaust von Johann Wolfgang von Goethe
- Graf Dunois Die Jungfrau von Orleans von Friedrich Schiller
- Mogli aus Das Dschungelbuch von Rudyard Kipling
- In acht Minuten. Nach Paris. Chansonabend über Friedrich Hollaender, Regie & Konzeption: Edda Klepp
- Othello aus Das schlechteste Theaterstück… von John von Düffel – Uraufführung
- Clemens Asedin aus C(r)ash Europe von Thomasz Mann – Uraufführung

## Filmografie (Auswahl)
- 2001: Das Traumschiff: Mexico (Fernsehreihe)
- 2002: Die Rosenheim-Cops (Fernsehserie, Folge Der Pfeil des Robin Hood)
- 2002: Berlin, Berlin (Fernsehserie, 2 Folgen)
- 2007–2024: Alles was zählt (Fernsehserie)
- 2013: Alarm für Cobra 11 (Fernsehserie, Folge Das Aupairgirl)
- 2013: De todas maneras Rosa (Fernsehserie, 13 Folgen)
- 2015: Rosamunde Pilcher: Wahlversprechen und andere Lügen (Fernsehreihe)
- 2015: Sitiados (Fernsehserie, 8 Folgen)
- 2016: Winnetou – Der Mythos lebt (Fernsehdreiteiler)